# Edward Egan
Pour les articles homonymes, voir Egan.
Edward Egan, né le 2 avril 1932 à Oak Park aux États-Unis, et mort le 5 mars 2015 à New York, est un cardinal américain, archevêque de New York de 2000 à 2009.

## Biographie

### Prêtre
Edward Michael Egan a suivi ses études à Rome et a obtenu une licence de théologie et un doctorat en droit canon à l'université pontificale grégorienne.
Il est ordonné prêtre le 15 décembre 1957 pour le diocèse de Chicago dans l'Illinois.
Il partage ensuite son ministère entre son engagement paroissial et le secrétariat de l'archevêque de Chicago, le cardinal Albert Meyer.
Il retourne à Rome de 1972 à 1985 comme auditeur au Tribunal de la Rote et enseignant en droit à l'université pontificale grégorienne et au Studio Rotale.

### Évêque
Nommé évêque auxiliaire de New York le 1er avril 1985, il a été consacré le 22 mai suivant par le cardinal Bernardin Gantin avec comme co-consécrateurs John Joseph O'Connor et John Richard Keating (en).
Le 5 novembre 1988, il est nommé évêque de Bridgeport dans le Connecticut.
Il est nommé archevêque de New-York le 11 mai 2000. Il se retire le 23 février 2009.

### Cardinal
Jean-Paul II le crée cardinal lors du consistoire du 21 février 2001 avec le titre de cardinal-prêtre de Santi Giovanni e Paolo.
Il participe au conclave de 2005 qui voit l'élection du pape Benoît XVI.
Le 26 janvier 2008 il est nommé membre de la Congrégation pour les Églises orientales.
Au sein de la curie romaine, il est membre du Tribunal suprême de la Signature apostolique, du Conseil pontifical pour la famille et de la Commission pontificale pour le patrimoine culturel de l'Église.
Il perd sa qualité d'électeur le jour de ses 80 ans, le 2 avril 2012, ce qui l'empêche de participer au conclave de 2013 qui voit l'élection du pape François.

## Succession apostolique
Edward Egan a ordonné les évêques suivants :
- Évêque Josu Iriondo (en) (2001)
- Évêque Timothy A. McDonnell (en) (2001)
- Évêque Dominick John Lagonegro (en) (2001)
- Évêque Robert J. Cunningham (en) (2004)
- Évêque Gerald Thomas Walsh (en) (2004)
- Évêque Dennis Joseph Sullivan (en) (2004)
- Archevêque Charles Daniel Balvo (2005)
- Évêque Robert E. Guglielmone (2009)